# 愛知航空機

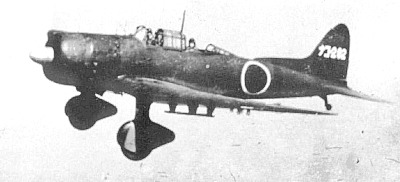
代表作のひとつ、九九式艦上爆撃機

愛知航空機（あいちこうくうき）は過去に存在した日本の航空機メーカーにして、現在の日産自動車系自動車部品メーカー愛知機械工業の前身である。日本海軍向けの攻撃機、爆撃機、水上機等を製造した。
ここでは愛知時計電機の航空機製造も合わせて記述する。

## 概要
親会社の「愛知時計製造」は1904年（明治37年）に陸海軍から砲弾の信管などを初めて受注し以後は多くの兵器を生産した。特に海軍と関係が深く、1912年（明治45年）に「愛知時計電機」と名を変えてからも、機雷や魚雷発射管の製造の他、艦砲用の射撃盤（射撃データの機械式計算機）の国産化にも協力した。
航空機の製造は第一次世界大戦後の1920年（大正9年）11月7日に「横廠式ロ号甲型水上偵察機」を完成させた所から始まる。まだ自力設計の能力はなく製造だけではあるが、主に水上機や飛行艇を生産している。例えば先の「ロ号水上機」は当時の主力水上機であり全生産数218機のうち愛知では80機を生産している。
1925年（大正14年）に当時のドイツではまだ無名だったハインケル社と提携、航空機の設計を依頼するなど関係を深めていった。1925年（大正14年）に戦艦「長門」から発進試験をしたHD25（後の「二式複座水上偵察機」）の時は、設計者のエルンスト・ハインケル自ら来日している。また1933年（昭和8年）に海軍から急降下爆撃機の試作を命じられた時も愛知はハインケルからHD66の製造権を購入、自社で製造した機体を提出した。この機体は「九四式艦上爆撃機」に発展する。後の愛知の代表作の一つ九九式艦上爆撃機はハインケルの元で勉強した尾崎紀男の設計であり、その楕円翼は一連のハインケルの機体に通じるものがある。
航空機設計に関しては 、当初より横須賀海軍工廠に技術者を派遣するなど技術向上に努め、航空機製造に進出してから5年後の1925年（大正14年）に「一五式甲型水上偵察機（巳号）」を初めて自社で設計した。この機体は正式採用とならなかったが後には自社設計の軍用機が採用されるまでに力を付けた。大戦中は「彗星」（設計は空技廠）「九九式艦上爆撃機」「零式水上偵察機」などを生産している。実戦には参加しなかったが伊400型潜水艦に搭載した「晴嵐」も愛知製である。変わったところでは水雷戦隊の夜間偵察用として開発された「九六式水上偵察機」や「九八式水上偵察機」（どちらも3座の偵察用飛行艇）も愛知で設計・製造された機体だった。
また航空用エンジンの生産も手がけ、1929年（昭和4年）にフランス・ローレン式水冷450馬力エンジンの製造権を買い入れて航空機用エンジンの生産を開始。大戦中は水冷エンジンの「アツタ」の製造をしている。
大戦中の1943年（昭和18年）には航空機増産のために同社の航空機部門を独立させて「愛知航空機株式会社」になった。1944年（昭和19年）12月7日の東南海地震では機体組立の中心工場だった永徳工場の製造用治具に狂いが生じ、以後の航空機生産に大きく影響した。更に1945年（昭和20年）6月の空襲（熱田空襲）により主力の船方工場が大きな被害を受け、そのまま終戦を迎えた。
第二次世界大戦後は早急に民需に転換する必要に迫られ終戦直後には印刷の仕事などもしている。1949年（昭和24年）に新会社「新愛知起業株式会社」を設立し、1952年（昭和27年）に「愛知機械工業株式会社」と改称し現在に至っている。戦後はコニーシリーズの軽商用車などを製造、現在は日産自動車の子会社として自動車用エンジンやトランスミッションの製造等を手がけている。

## 沿革
「愛知時計電機」の1930年（昭和5年）までの主に航空機関連の項目を記載する。
- 1893年（明治26年）12月、前身である「愛知時計製造合資会社」設立
- 1898年（明治31年）7月「愛知時計製造株式会社」設立
- 1904年（明治37年）陸軍からは砲弾の信管、海軍からは歯輪装置の試製で初受注。
- 1912年（明治45年）7月、「愛知時計電機株式会社」に社名変更。
- 1920年（大正9年）7月、航空機の製造開始。11月7日に1号機「横廠式ロ号甲号水上偵察機」完成。
- 1922年（大正11年）船方工場建設開始、翌年本社も船方に移転する。名古屋港四号地に格納庫と燃料庫を設け水上機の試験、発進基地とする。
- 1925年（大正14年）「15式甲型水上偵察機（巳号）」を自主開発。その後4機製造。
  - 同年、ドイツ・ハインケル社と提携しHD25を購入し国産化、戦艦「長門」より発進試験をする。1928年（昭和3年）3月に「二式複座水上偵察機」として採用。愛知で16機生産。
- 1927年（昭和2年）イギリス・ブリストル社からルシファー航空機用エンジン（英語版）の製造権買い入れ。
- 1928年（昭和3年）6月、「愛知式AB1型水陸交替機」が完成。（愛知の国産旅客機第1号）
- 1929年（昭和4年）フランス・ローレン式水冷450馬力エンジンの製造権を買い入れて航空機用エンジンの生産を開始。翌年4月ローレン式エンジンの第1号完成。

以下は大戦前後の沿革
- 1940年（昭和15年）3月、全工場が海軍の管理工場となる。
- 1943年（昭和18年）2月、航空機増産に対応するため「愛知航空機」を設立。
- 1944年（昭和19年）12月7日、東南海地震で被害を受ける。
- 1945年（昭和20年）6月9日、船方工場がB-29の爆撃により10分ほどで壊滅。死者1,145名、負傷者約3,000名[1]。
  - 8月15日、終戦。
- 1946年（昭和21年）「愛知航空機」は「愛知起業会社」に社名変更[3]。
- 1949年（昭和24年）5月、企業再建整備法により新会社「新愛知起業株式会社」を設立。
- 1952年（昭和27年）12月、「愛知機械工業株式会社」と改称、現在に至る。

## 製品

### 航空機
「AB-?」「AM-?」は社内呼称。
海軍採用機（愛知の関与したハインケル機を含む）
- 二式複座水上偵察機（ハインケルHD-25）
- 二式単座水上偵察機（ハインケルHD-26）
- 二式三座水上偵察機（ハインケルHD-28）
- 九〇式一号水上偵察機 E3A（ハインケルHD-56）
- 九四式艦上爆撃機 D1A1（AB-9）
- 九六式艦上爆撃機 D1A2（AB-10）
- 九六式水上偵察機 E10A（AB-12・飛行艇）
- 九八式水上偵察機 E11A（AB-14・飛行艇）
- 九九式艦上爆撃機 D3A（AM-17）
- 零式水上偵察機 E13A（AM-19）
- 二式練習飛行艇 H9A（AM-21）
- 瑞雲 E16A（AM-22・水上偵察機）
- 流星 B7A（AM-23・艦上攻撃機）
- 晴嵐 M6A（AM-24・特殊攻撃機）

試作機（ハインケル製を含む）、計画機、自主開発機、輸出機
- 仮称H式艦上戦闘機（ハインケルHD-23）
- 一五式甲型水上偵察機（巳号）
- 愛知AB-1（英語版）旅客輸送機
- 愛知AB-2水上偵察機
- 愛知AB-3単座水上偵察機 （中国輸出）
- 六試小型夜間偵察飛行艇（AB-4）
- 愛知AB-5三座水上偵察機（ハインケルHD-62）
- 七試水上偵察機（AB-6）
- 七試艦上攻撃機（AB-8）
- 八試水上偵察機 E8A（AB-7）
- 愛知AM-7水上偵察機（中止）
- 愛知AB-11特殊爆撃機（中止）
- 愛知AM-15陸上戦闘機/スポーツ機（双方ともに中止）
- 愛知AM-16夜間偵察機（中止）
- 十試水上観測機 F1A（AB-13）
- 十二試二座水上偵察機 E12A（AM-18）
- 十三試高速陸上偵察機 C4A1（AM-20・中止）
- 電光 S1A（AM-25・夜間戦闘機）
- 惑星（艦上爆撃機・中止）

製造受注
- 横廠式ロ号甲型水上偵察機（横廠）
- アブロ式練習機（アブロ 504）
- ハンザ式水上偵察機（ハンザ・ブランデンブルク W.29）
- F-5号飛行艇（ショート F.5）
- 一四式水上偵察機 E1Y（横廠）
- 八九式飛行艇 H2H（広廠）
- 一五式飛行艇 H1H（広廠）
- 九〇式機上作業練習機 K3M（三菱）
- 九二式艦上攻撃機 B3Y（空廠）
- 九九式飛行艇 H5Y（空技廠）
- 彗星 D4Y1～4（空技廠・艦上爆撃機）
- 桜花 MXY7（空技廠・特殊攻撃機）

### 航空機用エンジン
- ローレン式水冷エンジン
- アツタ
- ハ70-10（上記のアツタを2基結合した双子エンジンで、景雲に搭載が予定された）